# Harrisburg (Illinois)
Pour les articles homonymes, voir Harrisburg (homonymie).
Ne doit pas être confondu avec Harrisburg (Pennsylvanie).
Harrisburg est une ville du comté de Saline, dans l'Illinois, aux États-Unis.